# Élections législatives de 1986 dans les Ardennes
Les élections législatives françaises de 1986 ont lieu le 16 mars 1986. Dans le département des  Ardennes, trois députés sont à élire dans le cadre d'un scrutin proportionnel par liste départementale à un seul tour.

## Élus
| Député élu        |  | Parti     |
| ----------------- |  | --------- |
| Jacques Sourdille |  | RPR       |
| Michel Vuibert    |  | UDF (CDS) |
| Roger Mas         |  | PS        |

## Listes en présence

### Extrême gauche (MPPT)
| N° | Candidats         | Parti | Parti | Principales fonctions |
| -- | ----------------- | ----- | ----- | --------------------- |
| 01 | Patrick Benyoucef |       | MPPT  | Employé de banque     |
| 02 | Reine Willaime    |       | MPPT  | Aide-ménagère         |
| 03 | Bertrand Pouyet   |       | MPPT  | Instituteur           |
|    |                   |       |       |                       |
| 04 | Yvan Raulet       |       | MPPT  | Instituteur           |
| 05 | José Megret       |       | MPPT  | Artisan menuisier     |

### Extrême gauche (Alternatifs)
| N° | Candidats             | Parti | Parti | Principales fonctions  |
| -- | --------------------- | ----- | ----- | ---------------------- |
| 01 | Guy Petitjean         |       | ALT   | Ouvrier Chavanne-Kétin |
| 02 | Jacques Mormann       |       | ALT   | Chômeur                |
| 03 | Jacques Michalak      |       | ALT   | Ouvrier Chavanne-Kétin |
|    |                       |       |       |                        |
| 04 | Claudette Cuchet      |       | ALT   | Institutrice           |
| 05 | Jean-Michel Fournaise |       | ALT   | Infirmier              |

### Parti communiste français
| N° | Candidats             | Parti | Parti | Principales fonctions             |
| -- | --------------------- | ----- | ----- | --------------------------------- |
| 01 | René Visse            |       | PCF   | Conseiller général, ancien député |
| 02 | Catherine Lechevalier |       | PCF   | Secrétaire bilingue               |
| 03 | Alain Léger           |       | PCF   | Conseiller général, ancien député |
|    |                       |       |       |                                   |
| 04 | Roger Villemaux       |       | PCF   | Conseiller général                |
| 05 | André Majewski        |       | PCF   | Enseignant                        |

### Parti socialiste
| N° | Candidats          | Parti | Parti | Principales fonctions                                         |
| -- | ------------------ | ----- | ----- | ------------------------------------------------------------- |
| 01 | Roger Mas          |       | PS    | Député sortant et maire de Charleville-Mézières               |
| 02 | Gérard Istace      |       | PS    | Député sortant, conseiller régional et maire de Revin         |
| 03 | Gilles Charpentier |       | PS    | Député sortant et conseiller régional                         |
|    |                    |       |       |                                                               |
| 04 | Jean-Claude Faynot |       | PS    | Conseiller municipal de Rethel                                |
| 05 | Jean Stévenin      |       | PS    | Conseiller général et conseiller municipal de Vrigne-aux-Bois |

### Opposition (RPR-UDF)
| N° | Candidats         | Parti | Parti   | Principales fonctions                                         |
| -- | ----------------- | ----- | ------- | ------------------------------------------------------------- |
| 01 | Jacques Sourdille |       | RPR     | Conseiller général et président du conseil général            |
| 02 | Michel Vuibert    |       | UDF-CDS | Conseiller général, conseiller régional et maire de Faissault |
| 03 | Michel Marchet    |       | RPR     | Conseiller général                                            |
|    |                   |       |         |                                                               |
| 04 | Michel Daval      |       | UDF-PR  | Maire de Gernelle                                             |
| 05 | Michel Sobanska   |       | RPR     | Conseiller général et maire de Rocroi                         |

### Front national
| N° | Candidats           | Parti | Parti | Principales fonctions  |
| -- | ------------------- | ----- | ----- | ---------------------- |
| 01 | Alain Laurent       |       | FN    | Chirurgien-dentiste    |
| 02 | Jean-Pierre L'Hoste |       | FN    | Technicien cynégétique |
| 03 | Gérard d'Achon      |       | FN    | Agriculteur            |
|    |                     |       |       |                        |
| 04 | Antoine Toupet      |       | FN    | Notaire                |
| 05 | Patricia Dierckens  |       | FN    |                        |

## Résultats

### Résultats à l'échelle du département
| Liste Parti politique | Liste Parti politique                                                                                                | Tête de liste     | Tour unique | Tour unique | Sièges |
| Liste Parti politique | Liste Parti politique                                                                                                | Tête de liste     | Voix        | %           | Sièges |
| --------------------- | --- | ----------------- | ----------- | ----------- | ------ |
|                       | Union de l'opposition pour les Ardennes Rassemblement pour la République (UDF)                                       | Jacques Sourdille | 60 832      | 42,29       | 2      |
|                       | Pour une majorité de progrès avec le président de la République Parti socialiste                                     | Roger Mas         | 46 767      | 32,51       | 1      |
|                       | Liste présentée par le Parti communiste français Parti communiste français                                           | René Visse        | 20 169      | 14,02       | 0      |
|                       | Liste de Rassemblement national présentée par le Front national Front national                                       | M. Laurent        | 12 092      | 8,40        | 0      |
|                       | Pour une nouvelle alternative Extrême gauche (Alternatifs)                                                           | Guy Petitjean     | 2 683       | 1,86        | 0      |
|                       | Liste du Mouvement pour un parti des travailleurs Ardennes Extrême gauche (Mouvement pour un parti des travailleurs) | Patrick Benyoucef | 1 301       | 0,90        | 0      |
|                       | |                   |             |             |        |
| Inscrits              | Inscrits | Inscrits          | 193 391     | 100,00      | 3      |
| Abstentions           | Abstentions | Abstentions       | 42 912      | 22,19       |        |
| Votants               | Votants | Votants           | 150 479     | 77,81       |        |
| Blancs et nuls        | Blancs et nuls | Blancs et nuls    | 6 635       | 4,41        |        |
| Exprimés              | Exprimés | Exprimés          | 143 844     | 95,59       |        |